# Hanna K.
Hanna K. ist ein französisches Filmdrama von Costa-Gavras aus dem Jahr 1983. Der Film betrachtet das Leben einer US-amerikanisch-jüdischen Anwältin in Israel, in deren Alltag der Nahostkonflikt hineinwirkt. Die Konstellation ihrer Beziehungen steht als Metapher für die politischen Konstellationen in diesem Konflikt. Der Film zeigt gleichermaßen Verständnis für die Interessen israelischer wie auch palästinensischer Personen.

## Handlung
Hanna Kaufman ist eine US-amerikanisch-jüdische Anwältin und Nachfahrin von Holocaust-Überlebenden. Sie ist nach Israel ausgewandert und hat in Jerusalem Jura studiert. Sie ist eine emanzipierte Frau und lebt ein „dreifaches Leben“ – ihr amerikanisches, durch ihren Ehemann ein französisches und das selbstgewählte, israelische. Im Verlauf des Films sucht und findet sie ihre Position in der israelischen Gesellschaft.
Hanna verteidigt als Pflichtverteidigerin den Palästinenser Selim Bakri, der illegal nach Israel einreiste und zusammen mit einer Reihe mutmaßlicher Terroristen aufgegriffen wurde. Er steht daher unter Terrorverdacht und ist der illegalen Einreise nach Israel angeklagt. Selim gibt an, dass er nur eingereist sei, um das Haus seiner Familie zurückzufordern. Das sehr alte und historisch wertvolle Gebäude im Dorf Kfar Rimon, das vom israelischen Staat beschlagnahmt wurde, war seit dem 19. Jahrhundert im Besitz seiner Familie. Hannas Verteidigung bewahrt ihn vor einem Gefängnisaufenthalt. Sie kann zeigen, dass er vorher mehrfach um Einreise gebeten hat, ohne eine Antwort zu erhalten. Er wird jedoch nach Jordanien abgeschoben.
Der Staatsanwalt in diesem Fall ist Joshua Herzog. Mit ihm hatte Hanna eine Affäre und ist nun ungewollt schwanger. Hanna ist offiziell mit dem Franzosen Victor Bonnet verheiratet, die beiden sind trotz ihrer Trennung vor geraumer Zeit miteinander befreundet. Eine Scheidung schien bisher nicht nötig, sie leben beide ihre emanzipierten Leben, haben ihre Affären. Durch ihre Schwangerschaft ist die sonst selbstbewusste Hanna unsicher. Nach einem Gespräch mit Joshua, das seinen Besitzanspruch und seine Eifersucht offenbart, zieht Hanna eine Abtreibung in Erwägung. Diese ist nicht in Israel möglich, wohl aber in Frankreich, wo ihr Ex- bzw. Noch-Ehemann Victor Bonnet lebt. Sie kontaktiert ihn, er besucht sie in Jerusalem, um sie dazu zu beraten. Joshua ist eifersüchtig, beobachtet Victors Ankunft am Flughafen. Victor versucht erfolglos, Hanna zurückzugewinnen.
Selim Barki wird erneut in Israel aufgegriffen, ist in Haft und bittet Hanna um Verteidigung. Sie geht seinen Hinweisen nach und fährt mit Victor nach Kfar Rimon. Dort findet sie eine junge Siedlerfamilie vor, die erst vor kürzerer Zeit aus Russland eingewandert ist und sich ein Haus gebaut hat. Auf ihren Hinweis besucht sie mit Victor ein museal genutztes altes Haus mit byzantinischem Fußbodenmosaik und arabischer Kalligrafie an der Apsiskalotte. Sie besichtigt eilig mit einem Bündel Dokumente im Arm das ganze Haus und findet schließlich das Duplikat einer Fotografie von Selims Familie eingerahmt an der Wand vor. Selim ist als Baby darauf zu sehen – ein Hinweis auf die Stichhaltigkeit seiner Forderung. Hanna geht nach draußen hinter das Haus und folgt einem alten „Kufr Rumaneh“ rufenden Schäfer. Sie entdeckt die Ruinen des alten arabischen Dorfes Kufr Rumaneh, das von der israelischen Armee zerstört wurde – diese Zerstörung war in der Anfangssequenz des Films kurz vor der Verhaftung Selims zu sehen.
Im Verlauf des Prozesses gegen Selim Bakri erhält Hanna sexistische Droh-Anrufe aufgrund ihres Einsatzes für den Palästinenser. In einer Zusammenkunft mit Hanna, dem Staatsanwalt Joshua Herzog, ihrem alten Professor Leventhal und einem weiteren Staatsanwalt wird die politische Bedeutung ihres Einsatzes und der Wirbel in der Öffentlichkeit diskutiert, den der sich dadurch hinziehende Prozess mit sich bringt. Es kommt die Problematik der Staatenlosigkeit vieler Palästinenser zur Sprache. Leventhal sieht es als notwendige Folge des Holocaust, Israel zu verteidigen, auch wenn es auf Kosten (der Bürgerrechte) der Palästinenser geht. Hanna sieht das im Widerspruch zu ihrem Gerechtigkeitsempfinden. Ihr wird als Kompromiss ein Deal vorgeschlagen: Bakri wird zu acht Monaten Gefängnis für den illegalen Grenzübertritt verurteilt, bekommt danach durch die Beziehungen des anderen Staatsanwalts einen südafrikanischen Pass, kann mit diesem einreisen und die Forderung auf das Haus erneut stellen.
Einige Monate später – Hannas Sohn David ist geboren und wird beschnitten – erfährt sie, dass Selim Bakri sich in Hungerstreik befindet. Hanna lebt nun als alleinerziehende Berufstätige in einem neugebauten Haus mit einer Haushaltshilfe. Sie erwirkt eine vorzeitige bzw. zeitweilige Haftentlassung für Selim, bürgt für ihn und nimmt ihn in ihrer Garage auf. Selim und Hanna kommen sich näher, Selim wohnt nun im Haus, fährt David im Kinderwagen aus und nennt ihn Omar. Joshua Herzog macht ihr deshalb Vorwürfe, er geht davon aus, dass Selim einen Sprengstoffanschlag plant. Hanna lässt sich von seinem Misstrauen anstecken und verfolgt Selim in der Stadt und auf einer Fahrt in ein früheres ruinöses Flüchtlingslager. Selim erzählt von seinem prekären Leben als Flüchtling, vom Verlust seiner Eltern in den Lagern. Hanna schämt sich für ihr Misstrauen.
Victor Bonnet landet erneut auf dem Flughafen und wird von Joshua Herzog abgeholt. Joshua will Victor überreden, Hanna in einen Rechtsstreit zu verwickeln, der vordergründig dazu dienen soll, dass Victor das Umgangsrecht zu seinem Sohn einklagt. Aber eigentlich will Joshua verhindern, dass der Palästinenser Selim weiter Kontakt zu seinem Sohn hat. Victor ist auf charmante Weise an der Sache desinteressiert, er möchte nur wieder mit Hanna zusammenkommen. Beide besuchen Hanna. Unter vier Augen berichtet Hanna Victor von anonymen Droh-Anrufen aufgrund ihrer Beziehung zu Selim. Anschließend sitzen Hanna, Victor, Joshua und Selim gemeinsam am Tisch und betreiben Smalltalk. Victor berichtet Selim von der Besichtigung des Hauses seiner Vorfahren und fragt nach der Bedeutung der arabischen Inschrift an der Apsis. Er erläutert dies als Koran-Zitat, das von religiöser Verschiedenheit spricht: „Ich werde nicht anbeten, was du anbetest, noch wirst du anbeten, was ich anbete.“ Im Hintergrund läuft der Fernseher, den Joshua lauter dreht. In den Nachrichten wird von einem Bombenattentat in einem vollbesetzten Bus an der Haltestelle von Kfar Rimon am Morgen berichtet. Für Joshua ist klar, dass Selim Bakri dafür verantwortlich ist, und fordert telefonisch eine Antiterroreinheit der Armee zu Hannas Haus an. Auf Joshuas Frage an Selim, ob er etwas mit der Sache zu tun habe, antwortet dieser: „Was soll ich sagen? Das Urteil ist schon gefällt.“ Er verlässt schnell das Haus. Hanna wirft Joshua hinaus. Danach sagt sie Victor, dass sie sich nun endgültig von ihm scheiden lassen möchte, weil sie nicht mehr so klar weiß, wer sie ist – „Kaufmann, Herzog, Bonnet“. Er geht. Hanna lässt sich ein Bad ein, zieht sich aus, es klingelt. Als sie die Tür öffnet, stehen etwa zwanzig Bewaffnete der Antiterroreinheit vor ihrer Tür.

## Hintergrund und Stilmittel
Laut Cheryl Rubenberg ist der 1983 produzierte Film Hanna K. der erste Spielfilm über den Israel-Palästina-Konflikt, der auch die palästinensische Seite zeige. Der Regisseur Constantin Costa-Gavras hat diesen Konflikt sowohl auf einer politischen als auch auf der Ebene der Liebesbeziehungen der Figur Hanna dargestellt. Diese Beziehungen sind dabei Metaphern für politisches Handeln im Nahostkonflikt. Costa-Gavras recherchierte im Vorfeld Positionen von Juden und Jüdinnen sowie von Palästinenserinnen, die beide die Siedlungspolitik Israels kritikwürdig fanden. Er sprach mit mehreren israelischen wie palästinensischen Bürgermeistern, die ihre Position schilderten und die jeweils die Position der anderen Seite nicht verurteilten.
Die Figur der Hanna K. ist inspiriert von einer israelischen Anwältin, die sich für die Bürgerrechte konkreter Palästinenser eingesetzt hat. Costa-Gavras entwickelte – inspiriert von Herman Melvilles Novelle Bartleby der Schreiber – die Figur des Selim Bakri, der alles ablehnt, was man ihm anbietet. Dass er das Haus seiner Vorfahren zurückverlangt, ist eine Metapher auf die Forderung der Palästinenser auf einen eigenen Staat. Diese Forderung ist auch dem Film inhärent. Costa-Gavras folgt der Position von Jitzchak Rabin, der für eine Zweistaatenlösung plädierte.
Costa-Gavras wollte sein Publikum über den politischen Konflikt informieren, er wollte aber auch mit der nahen Kameraführung, den Innenräumen, den Landschaften und den Beziehungen zeigen, in welchen Umgebungen die Menschen im Konfliktgebiet leben. Ihm war nicht wichtig, im Film Spannung aufzubauen, sondern er konzentrierte sich auf die Begegnungen der Figuren in seinem Film. Beide bzw. alle Seiten sollten zu verstehen sein. Zur Unterstützung dieses Verständnisses setze er sehr lange Kamerafahrten und erklärende Sequenzen ein. So kann sich das Publikum langsam ein Bild machen und in die Problematik eintauchen. Eine Position wird ihm nicht vorgegeben.
Jill Clayburgh, die die Figur der Hanna K. spielt, ist selbst US-amerikanische Jüdin. Nachdem proisraelische Gruppen den Film als antiisraelisch bewerteten, zog sich Clayburgh vorübergehend ins Privatleben zurück.

## Rezeption
Costa-Gavras’ Blick auf den Nahostkonflikt aus israelischer und gleichermaßen palästinensischer Sicht brachte ihm bei Erscheinen des Films 1983 harsche Kritik von israelischer Seite ein. Dass der Film Verständnis für beide Perspektiven aufbrachte, wurde ihm als antiisraelisch ausgelegt. Dadurch lief Hanna K. sowohl in Frankreich als auch den USA nur für kurze Zeit. Verschiedene proisraelische Gruppen intervenierten in der lokalen Presse gegen die Aufführung des Films. Der Film erhielt viele negative Rezensionen und erreichte nur ein kleines Publikum.
Der US-amerikanisch-palästinensische Literat und postkoloniale Philosoph Edward Said sagte über den Film: “As a political as well as a cinematic intervention, then Hanna K. is a statement of great, and I believe, of lasting significance.” („Als politische und gleichermaßen cinematische Intervention ist Hanna K. ein Statement von großer, und ich glaube, langanhaltender Bedeutung.“)
Die deutsche Filmzeitschrift cinema.de hingegen bewertet den Film als durchschnittlich, da ihm ein „unausgegorenes, wenig pointiertes Drehbuch“ zugrunde läge, das „Hannas Privatleben unnötig in den Vordergrund“ rücke und damit „dem Film die nötige politische Schärfe nimmt“. Der Film sei dadurch ein „blasses gedehntes Werk, ohne Biss“.
Der Filmkritiker Jörg Schiffauer hält dem Film dagegen zugute: „Hanna K. ist konsequenterweise auch kein stringent in Szene gesetzter Politthriller, die Costa-Gavras so meisterhaft zu inszenieren versteht, sondern ein Melodrama vor einem hochpolitischen Hintergrund ... Eine einfache Lösung kann und will Hanna K. erst gar nicht anbieten. Der Fokus auf die private Seite der Protagonistin – im Œuvre von Costa-Gavras ein durchaus ungewohnter Blickwinkel –, hilft dabei zu verdeutlichen, wie stark dieser Konflikt jede Faser der israelischen Gesellschaft durchdringt und die Angst vor dem Terror samt allen damit verbundenen Begleiterscheinungen zu einem allgegenwärtigen Element zu werden droht.“